# USS Lexington (CV-2)
USS Lexington var et amerikansk hangarskib under 2. verdenskrig og blev sænket af japanerne ved Slaget om Koralhavet den 8. maj 1942. Skibet blev bygget på Fore River Shipyard i Quincy i Massachusetts og blev søsat den 3. oktober 1925. Det er det første skib i Lexingtonklassen af hangarskibe og er opkaldt efter Slaget ved Lexington og Concord under den amerikanske uafhængighedskrig.
- Wikimedia Commons har flere filer relateret til USS Lexington (CV-2)

15°20′00″S 155°30′00″Ø / 15.3333°S 155.5°Ø